# 이재형 (축구 선수)
이재형(1998년 4월 5일 ~ )은 대한민국의 축구 선수이며 포지션은 골키퍼이다.